# Ligue des Patriotes

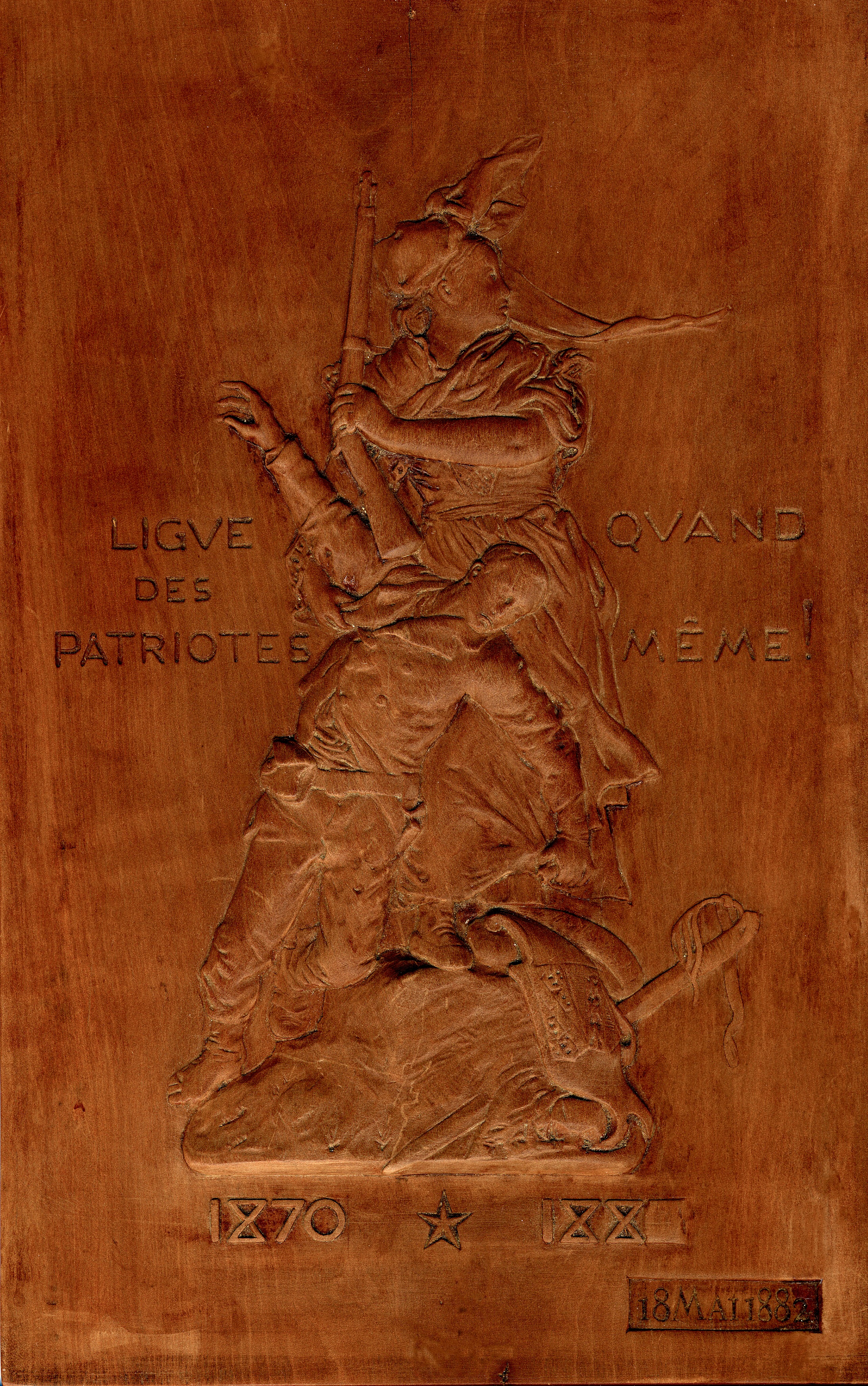
L'insegna della Ligue des Patriotes disegnata e scolpita da Antonin Mercié nel 1883.

La Ligue des Patriotes (in italiano: "Lega dei Patrioti") fu un gruppo parlamentare francese di estrema destra, fondato nel 1882 dal poeta nazionalista Paul Déroulède, dallo storico Henri Martin e dal politico Félix Faure. La Lega iniziò come associazione non partigiana, supportata tra gli altri dallo scrittore Victor Hugo, con l'obbiettivo di chiedere vendetta (aderendo così alla corrente del revanscismo) per la sconfitta subita dalla Francia nella guerra franco-prussiana.

## Storia

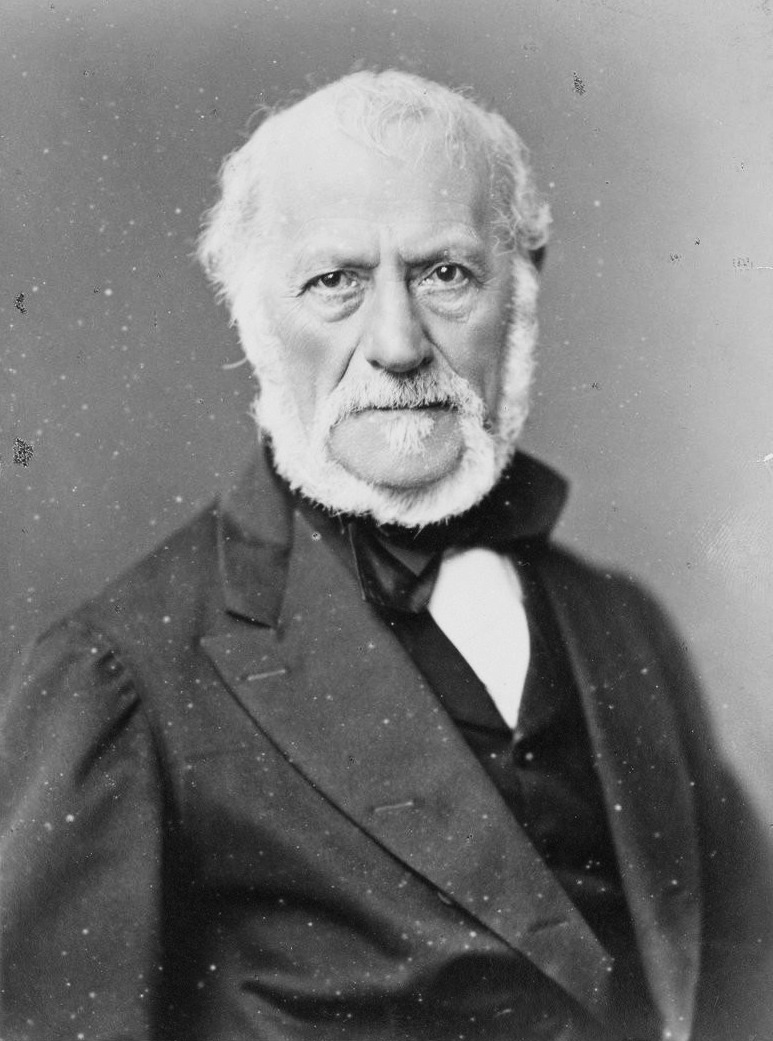
Henri Martin.
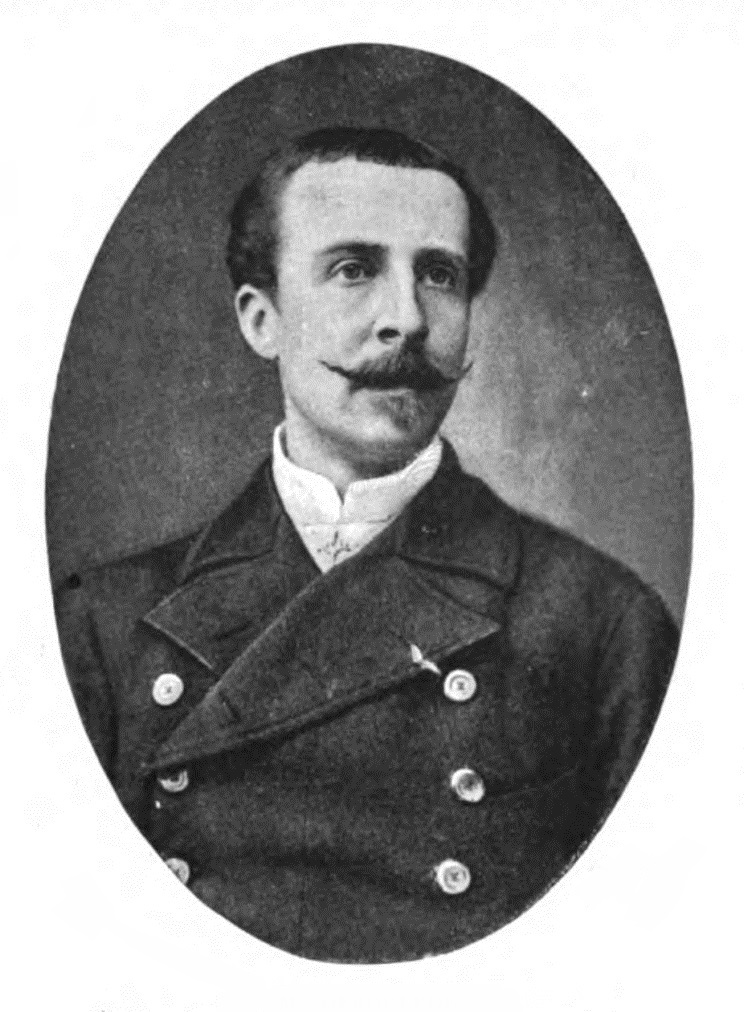
Paul Déroulède.
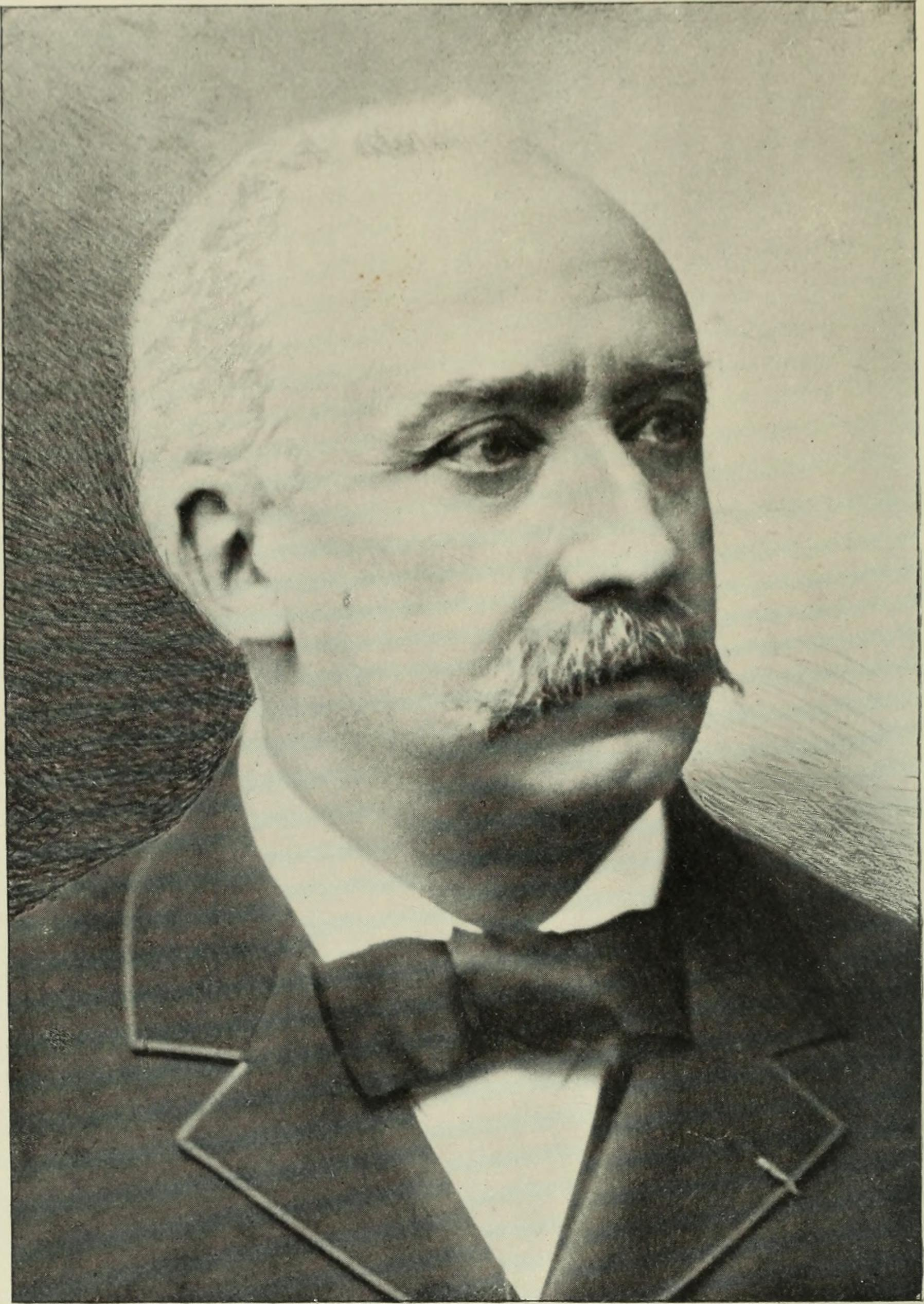
Félix Faure.

La Lega venne costituita sotto il patrocinio di Léon Gambetta, ministro dell'educazione che vantava tra i suoi fedelissimi anche il poeta nazionalista Déroulède. Ad ogni modo, durante l'affare Boulanger, Déroulède cooptò la Lega per supportare le azioni del generale, alienandosi così gli aderenti più d'ispirazione repubblicana. Dopo l'esilio di Boulanger nel 1889, la Lega venne soppressa dal governo perché giudicata un movimento pericolosamente bellicoso.
Alla scoperta che Vittoria, moglie del principe ereditario di Germania si trovava tra Versailles e Saint-Cloud nel 1891 per una visita informale in Francia, la Lega fu tra i primi organi a incitare le persone alla rivolta verso il governo che aveva permesso di ospitarla. I disordini che si originarono portarono la principessa ad accorciare la propria permanenza in Francia ed a viaggiare scortata sino a Calais da dove si imbarcò alla volta dell'Inghilterra.
Nel 1898, la Lega tornò in auge schierandosi nell'affare Dreyfus con violente proteste antisemite. All'epoca il movimento contava su circa 60.000 aderenti, in gran parte a Parigi.

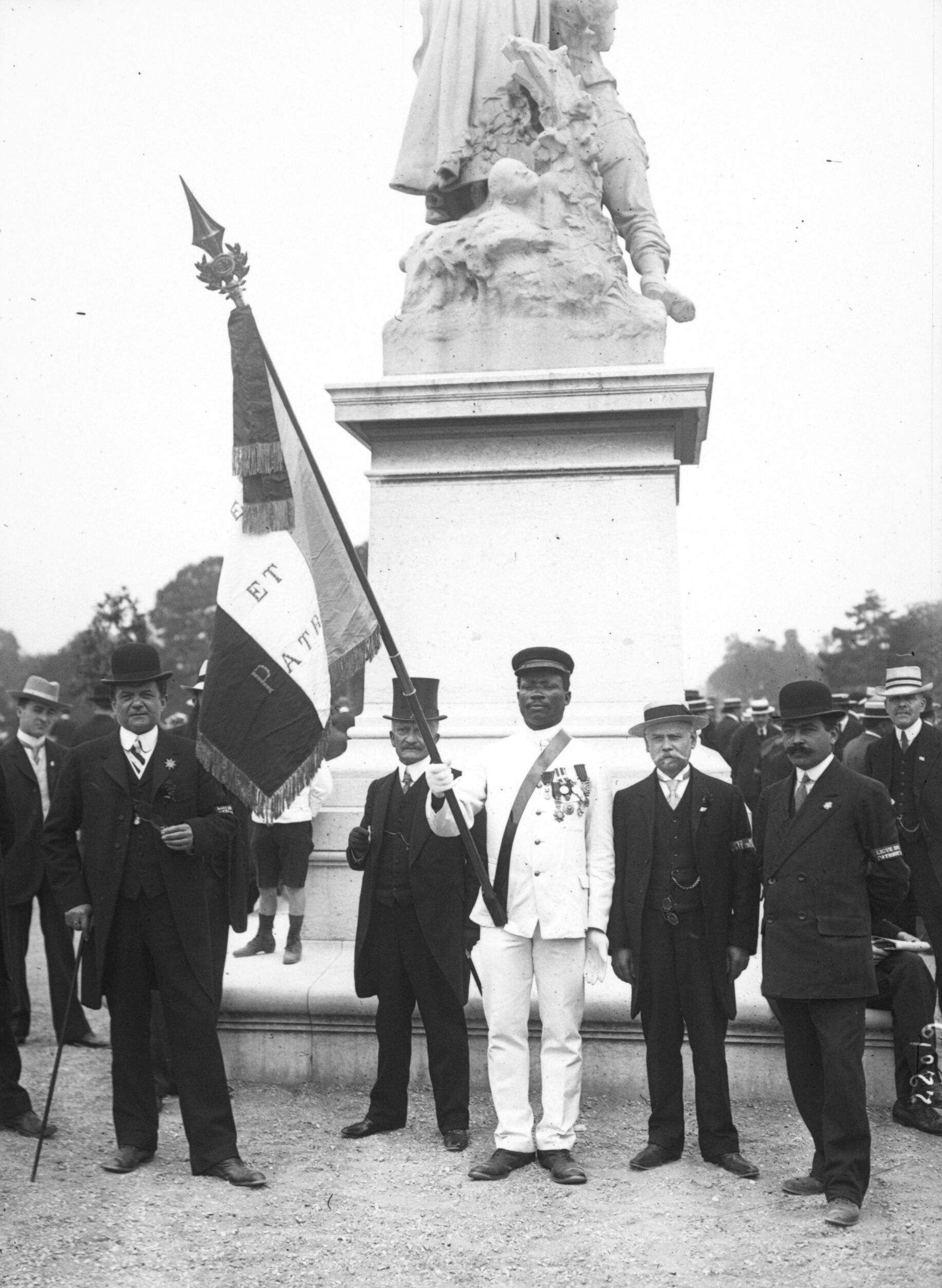
I membri della Ligue des Patriotes nel 1912

Dopo il fallito colpo di Stato del 1899 durante i funerali di Stato del presidente Félix Faure, uno dei fondatori della Lega, Paul Déroulède, venne condannato all'esilio dalla Francia per dieci anni; la Lega venne nuovamente sciolta. Ad ogni modo, lo scrittore nazionalista Maurice Barrès ne divenne nuovamente il leader nel 1914, all'alba della prima guerra mondiale. Alla morte di Barrès, il generale Édouard de Castelnau ne divenne il leader, con Alexandre Millerand come presidente onorario. De Castelnau divenne inoltre capo della Fédération Nationale Catholique, il che lo fece rinunciare alla guida della lega nel 1926. La Lega venne definitivamente sciolta sul finire degli anni '30, dopo che il generale Denis Auguste Duchêne ebbe tentato di riformarla ulteriormente.